# Robert P. Dunlap

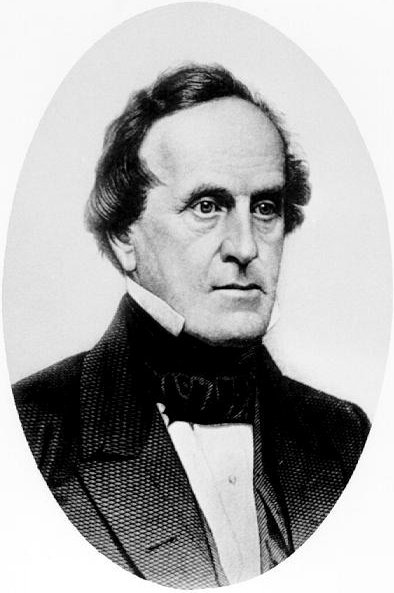
Robert P. Dunlap, um 1831

Robert Pinckney Dunlap (* 17. August 1794 in Brunswick, heutiges Maine, damals  Massachusetts; † 20. Oktober 1859 ebenda) war ein US-amerikanischer Politiker und von 1834 bis 1838 Gouverneur des Bundesstaates Maine.

## Frühe Jahre und politischer Aufstieg
Robert Dunlap besuchte bis 1815 das Bowdoin College. Nach einem anschließenden Jurastudium wurde er im Jahr 1818 als Rechtsanwalt zugelassen. Daraufhin begann er in seiner Heimatgemeinde Brunswick zu praktizieren. Von 1821 bis 1822 war er Abgeordneter im Repräsentantenhaus von Maine. Zwischen 1824 und 1828 und nochmals von 1830 bis 1833 gehörte er dem Senat von Maine an. Im Jahr 1829 war er außerdem Mitglied im Beraterstab des Gouverneurs. 1833 wurde er als Kandidat der Demokratischen Partei zum neuen Gouverneur von Maine gewählt.

## Gouverneur und Kongressabgeordneter
Nachdem Dunlap in den Jahren 1834, 1835 und 1836 jeweils von den Wählern bestätigt wurde, konnte er bis zum 3. Januar 1838 im Amt bleiben. Seine ersten Amtsjahre verliefen sehr günstig und er war sehr populär, was auch seine Wiederwahlen bestätigten. Mit der Wirtschaftskrise des Jahres 1837 geriet auch der Staat Maine in finanzielle Schwierigkeiten, mit denen sich Dunlap nun auseinandersetzen musste.
Nach dem Ende seiner Gouverneurszeit zog sich Dunlap vorübergehend aus der Politik zurück. Im Jahr 1843 kehrte er mit seiner Wahl in das US-Repräsentantenhaus in Washington, D.C. auf die politische Bühne zurück. Bis 1847 verblieb er in der Bundeshauptstadt. Zwischen 1848 und 1849 war er Leiter der Zollbehörde im Hafen von Portland und zwischen 1853 und 1857 leitete er die Poststelle in Brunswick. Er war außerdem Mitglied des Kuratoriums des Bowdoin College. Robert Dunlap verstarb am 20. Oktober 1859 und wurde in seinem Heimatort Brunswick beigesetzt. Er war mit Lydia Chapman verheiratet, mit der er vier Kinder hatte.